# Mireia Bofill Abelló
Mireia Bofill Abelló (Santiago de Xile, 1944) és una traductora i editora de professió des de l'any 1964.

## Biografia
Mireia Bofill Abelló va néixer a Xile, on els seus pares s'havien exiliat. La seva mare era la poeta i traductora Montserrat Abelló i Mireia Bofill afirma que ella va ser la seva «primera influència». Ha publicat més d'un centenar de traduccions de l'anglès, l'alemany, el francès, el castellà i el català. Va ser una de les principals col·laboradores de laSal, Edicions de les Dones, que va néixer amb dos objectius: per una banda, recuperar dones notables i per una altra, difondre la cultura feminista i les seves tendències actuals. Per a laSaL, Bofill va traduir al castellà dues obres, Mudas de piel, de Verena Stefan i El armario, de Rose Tremain. També a laSal, Bofill va dirigir la col·lecció d'assaig feminista Cuadernos Inacabados (1981-1988). Va ser una de les principals responsables de laSal que va intervenir en l'organització de la IV Fira Internacional del Llibre Feminista que va tenir lloc a Barcelona del 19 al 23 de 1990 i va reunir 201 editorials i un centenar d'autores.
Activista feminista des de la dècada de 1960, ha estat membre de Ca la Dona i del grup Dones i Treballs. Juntament amb Mercè Otero foren les dues principals figures del feminisme de la cultura underground durant la dècada del 1960. Professionalment ha compaginat l'exercici de traductora externa d'organismes internacionals com la UNICEF, l'UNFPA, el PNUMA, la Comissió Europea o el Parlament Europeu, des del 1985 fins al 2009.  Va ser coautora del llibre La Mujer en España (1967, amb Maria Lluïsa Fabra, Ana Sallés i Elisa Vallès), en el qual va participar amb l'assaig «La mujer en la sociedad». Va ser membre del comitè organitzador de les Jornades Catalanes de la Dona de 1976, dins del grup de cultura, amb qüestions de debats com ara el fet de compaginar la lluita política i la lluita de les dones. Sobre aquestes Jornades, que van convocar-se com a una activitat de l'Any Internacional de la Dona, proclamat per les Nacions Unides, Bofill diu que «van ser l'ocasió per compartir les reflexions i aspiracions de moltes dones diverses, que en els anys anteriors havien començat a debatre en petits grups, en grups d'autoconsciència, i dins les organitzacions polítiques i els moviments reivindicatius, on algunes dones maldaven per fer sentir la seva veu».

## Obres
- La Mujer en España (Barcelona: Cultura Popular, 1967)
- Almanac de la Dona (Barcelona: 1991)[10]
- Abuelas, madres, hijas. La transmisión sociocultural del arte de envejecer (Barcelona: Icaria, 2005)